# Inteligencia de guerrilla

## Concepto
La inteligencia de guerrilla ha sido definida como el método de análisis de información e interpretación de significados que trasciende el pensamiento convencional y busca, a través de la inteligencia creativa y el pensamiento divergente, adentrarse en la estructura misma del objeto de análisis.
Al igual que las guerrillas en escenarios de conflicto, la inteligencia de guerrilla es una orientación que permite a los analistas adentrarse en el territorio de exploración e interpretarlo desde su interior.
El concepto intenta hacer referencia metafórica a dos particularidades de la práctica de la inteligencia entendida como el proceso mental, asistido instrumentalmente por métodos y tecnologías, mediante el cual se otorga significado y sentido a una determinada realidad:
1. la necesidad de entender y penetrar la estructura interna del objeto de análisis, a fin de iniciar su comprensión por vía de la aprehensión de sus significados (aquí la simbología del concepto alude a la práctica guerrillera de adentrarse y convivir en el interior de sus territorios de actuación);
2. la puesta en práctica de métodos imaginativos, procedimientos no convencionales de análisis alternativo y de operar en los límites o fronteras del área de análisis a fin de ofrecer resultados de alto valor que se distingan de lo que pueda lograrse por medio de modelos convencionales de análisis.
Con estas premisas conceptuales, la inteligencia de guerrilla se apoya en técnicas de análisis alternativo, en el pensamiento lateral y en la orientación práctica hacia los resultados de valor.

## Aplicaciones
La inteligencia de guerrilla o la introducción del análisis alternativo y el pensamiento lateral es un ingrediente de aproximaciones integradas de análisis aplicadas a la inteligencia de seguridad o a la inteligencia competitiva o de empresa.